# Escala Macrossísmica Europeia
A Escala Macrossísmica Europeia, cuja revisão mais recente data de 1998, sendo por isso mais conhecida pelo acrónimo EMS-98, é uma escala destinada a avaliar os efeitos de um sismo sobre as construções. Pretende constituir um padrão europeu de uso generalizado para avaliação da intensidade dos sismos, substituindo a Escala de Mercalli e outras escalas similares. A EMS é a primeira escala de intensidade que foi concebida com o objectivo de encorajar a cooperação entre engenheiros e sismologistas, em vez de ser concebida como um mero instrumento para uso sismológico. Foi aprovada pela Comissão Sismológica Europeia na sua XXIII Assembleia Geral, realizada em Praga em 1992, sendo, após um período experimental, aprovada em 1998 na sua versão final, acompanhada por um manual detalhado com directivas de aplicação, ilustrações e exemplos.
A história de EMS começa em 1988 quando a Comissão Sismológica Europeia decidiu rever e actualizar a Escala Medvedev-Sponheuer-Karnik (MSK-64), que era utilizada na Europa há mais de um quarto de século sem qualquer revisão. Decorridos mais de cinco anos de investigação intensiva, a Assembleia Geral da ESC aprovou em 1992 uma escala denominada Escala Macrossísmica Europeia, mais conhecida pela abreviatura inglesa EMS.
Depois de três anos de aplicação experimental, foi produzida a versão final da nova escala, a qual foi apresentada em 1996 à XXV Assembleia Geral da ESC, realizada em Reykjavik, na qual foi aprovada uma resolução recomendando a adopção da nova escala pelos Estados membros da Comissão Sismológica Europeia.
A contrário das escalas de magnitude sísmica (como a Escala de Richter), que expressam a energia libertada pelo sismo, a EMS 98 é uma escala de intensidade que pretende avaliar os efeitos do sismo sobre um lugar específico. Mantendo a estrutura clássica de graus herdada da Escala de Mercalli, a Escala Macrossísmica Europeia tem 12 divisões, concebidas nos seguintes termos:
| I — Não sentido                                     | Não sentido, mesmo por pessoas posicionadas em circunstâncias muito favoráveis. |
| II — Pouco sentido                                  | As vibrações apenas sentidas por algumas pessoas isolados imóveis em edifícios, especialmente nos andares mais elevados. |
| III — Fraco                                         | A vibração foi fraca e apenas sentida por algumas pessoas localizadas no interior dos edifícios. Pessoas imóveis sentiram um estremecimento ou ou tremor ligeiro. |
| IV — Amplamente sentido                             | O sismo foi sentido por muitas pessoas que se encontravam no interior de edifícios, mas apenas por algumas pessoas que estavam ao ar-livre. Algumas pessoas que dormiam foram despertadas. O nível de vibração não é assustador. Janelas e portas rangem e as louças tilintam. Os objectos dependurados oscilam visivelmente. |
| V — Forte                                           | O sismo foi sentido pela maioria das pessoas que se encontravam no interior de edifícios e por muitas das pessoas que se encontravam no exterior. Muitas das pessoas adormecidas foram despertadas. Algumas pessoas correm para o exterior. Os edifícios sacodem visivelmente. Os objectos dependurados oscilam consideravelmente. As louças entrechocam-se ruidosamente. A vibração é forte. Tombam os objectos mal equilibrados e pesados na sua parte mais alta. As portas e janelas abanam e batem, por vezes fechando-se ou abrindo-se. |
| VI — Ligeiramente danificador (Ligeiramente danoso) | Sentido pela vasta maioria das pessoas que se encontravam no interior de edifícios e por muitas das que se encontravam no exterior. Muitas pessoas assustam-se e fogem para o exterior dos edifícios. Pequenos objectos caem. Danos ligeiros em muitos edifícios de construção corrente: abertura pequena fendilhação(em geral da espessura de um cabelo) nos rebocos e queda de pequenos pedaços de estuque. |
| VII — Danificador (Danoso)                          | A maioria das pessoas assusta-se e corre para o exterior. O mobiliário desliza e muda de posição, a maioria dos objectos soltos cai das prateleiras. Muitos edifícios de construção corrente sofrem danos moderados: pequenas fendas nas paredes e colapso parcial de chaminés. |
| VIII — Fortemente danificador (Fortemente danoso)   | Os móveis tombam. Muitos edifícios de construção corrente sofrem danos: as chaminés caem; aparecem largas fissuras nas paredes; alguns edifícios colapsam parcialmente. |
| IX — Destrutivo                                     | Monumentos e colunas caem ou sofrem rotação. Muitos edifícios de construção corrente colapsam parcialmente e alguns colapsam completamente. |
| X — Muito destrutivo                                | Muitos edifícios de construção corrente colapsam completamente. |
| XI — Devastador                                     | A maioria dos edifícios de construção corrente colapsa completamente. |
| XII — Completamente devastador                      | Praticamente todas as estruturas edificadas acima e abaixo do solo são severamente danificadas ou destruídas. |